# Investment Support and Promotion Agency of Turkey
Die Investment Support and Promotion Agency of Turkey (ISPAT) ist die offizielle Behörde für Wirtschafts- und Investitionsförderung der Türkei und untersteht unmittelbar dem Premierministerium. Sie wurde 2006 von Premierminister Recep Tayyip Erdoğan ins Leben gerufen, ist ihm direkt unterstellt und ihre Aufgabe ist, der globalen Geschäftswelt Investitionsmöglichkeiten in der Türkei zu präsentieren sowie Investoren Hilfestellungen zu leisten. Die ISPAT agiert nach dem One-Stop-Shop-Prinzip.
Die Behörde mit Sitz in Ankara und Istanbul dient als erste Anlaufstelle für Investoren sowie als Schnittstelle zu Behörden und Förderinstrumentarien auf nationaler, regionaler und lokaler Ebene. Das Netzwerk der ISPAT besteht aus inländischen Experten und international tätigen Repräsentanten in 15 Ländern: China, Deutschland,  Frankreich (plus Belgien und Luxemburg), Großbritannien, Indien, Israel, Italien, Japan, Kanada, Kasachstan, Kuwait, Russland, Spanien, Vereinigte Arabische Emirate (sowie Bahrain, Katar, Kuwait, Oman), und USA.
Präsident der ISPAT ist Burak Dağlıoğlu. Die deutsche Repräsentanz ist seit 2007 in Köln angesiedelt. Repräsentant des Premierministeriums in Deutschland ist seither Michael Maasmeier, Geschäftsführer der Counterpart Group.
Ole von Beust, Wolf-Ruthart Born und Rezzo Schlauch sind seit März 2012 Senior Adviser der ISPAT. Ein für Ende 2016 von Schlauch und von Beust angekündigtes Ende ihrer Tätigkeit für die Behörde wurde im Mai 2017 von der ISPAT dementiert.

## Hauptaufgaben
- Hilfestellung bei öffentlichen Genehmigungsverfahren, insbesondere für ausländische Investoren
- Unterstützung vor, während und nach der Investitionsphase, insbesondere beim Dialog mit lokalen und  nationalen Behörden
- Logistische Unterstützung während des Ansiedlungsprozesses
- Förderung von Investitionsmöglichkeiten im In- und Ausland, die sich in der Türkei für ausländische Investoren anbieten
- Vermarktung und Förderung des Image der Türkei als Standort für ausländische Direktinvestitionen (FDI)
- Implementierung von Reformen zur Verbesserung des allgemeinen Geschäftsumfelds